# François Catrou
François Catrou (1659-1737) fue un jesuita, historiador y escritor de Francia.

## Biografía
Catrou nació en París el 8 de diciembre de 1659 hijo de Mathurin Catrou, consejero-secretario del rey, y entró a los jesuitas en 1677 rechazando una oferta que le hizo su tío De Luber, teniente general de la marina, y en el colegio de Ruan fue conocido por sus composiciones que unían la gracia y la imaginación.
Catrou desempeñó con éxito el ministerio del púlpito durante 7 años, y hubiera sido uno de los sobresalientes predicadores de su siglo si hubiera podido aferrar con facilidad en la mente las ideas que había significado en el papel; pero disgustado de poder vencer esta dificultad, se quejaba del tiempo que gastaba en aprender de memoria y al fin dejó el púlpito.
Posteriormente, Catrou, se entregó cerca de 12 años en el "Diario de Trevoux", que dio comienzo en 1701, y en el cual consignó su erudición y sus talentos, y los intervalos de tiempo que le dejaba liberado esa publicación periódica, los destinó en componer muchos libros estimables, algunos de los escogidos son los siguientes: historia del imperio mongol escrita en vista de las memorias portuguesas manuscritas del veneciano Niccolao Manucci (1639-1717), historia del fanatismo en la religión protestante con narración atractiva y mucho interés, traducción de Virgilio con notas críticas e históricas buscando algunas veces en el poeta latino sentidos alambicados prestándole unas veces romances, otras palabras muy cultas y otras locuciones más que vulgares, la historia romana con notas históricas, geográficas, críticas con láminas, medallas, mapas, etc., profunda en las investigaciones, robusta  en las reflexiones, artística con que origina el encadenamiento de los hechos,  pero con estilo exagerado, poca cadencia con la severidad de la historia, expresiones triviales, neologismos excesivos, pormenores inútiles y se busca en vano la noble humildad de Tito Livio y la elegante sobriedad de Tácito.
De la historia de Roma de Catrou, lo más respetable son las notas casi todas de su compañero de Pierre-Julien Rouillé (1682-1740), jesuita nacido en Tours, quien profesó humanidades, filosofía y matemáticas, en diferentes colegios, dejando en la obra observaciones eruditas, críticas y consistentes, y además dejó un discurso sobre la excelencia y utilidad de las matemáticas, y ayudó al jesuita de Ruan  Pierre Brumoy (1688-1742) a finalizar su historia de las revoluciones de España (el jesuita de Irlanda, Bernard Routh (1695-1768), quien editó varias obras que anunciaban críticas avezadas como la manera de inhumar los antiguos o cartas críticas del Paraíso perdido y recuperado de John Milton], y confesor de Isabel Carlota de Lorena, tenía que acabar el edificio que sus compañeros, Catrou y Rouillé, habían principiado, pero la supresión de la Compañía de Jesús suspendió la obra sobre la historia de Roma).

## Obras
- History of the Mogul dynasty in India, London, 1826.
- Storia romana, Venezia, 1735.
- Compendio de la historia romana, Valencia, A. Bordazar, 1735.
- Historia romana, Madrid, A. Marin, 1735.
- Les poesies de Virgili, París, 1729.
- The Roman history, London, 1728, 6 vols.
- Histoire romaine, París, 1725.
- Histoire generale de l'empire du Mogol, París, 1715.
- Histoire des Anabaptistes, París, 1706.
- La florie del fanatisme,..